# Jan Linders Supermarkten
Jan Linders Supermarkten was een regionale supermarktketen. Per december 2022 heeft de winkelketen 63 filialen, allemaal in het zuidoosten van Nederland. Het bedrijf werd in 1963 opgericht door Jan Linders. Het servicekantoor en distributiecentrum zijn beide gevestigd op het industrieterrein De Flammert in Nieuw Bergen. De keten is aangesloten bij inkooporganisatie Superunie. Op 14 december 2022 kondigde het bedrijf aan dat het een franchiseovereenkomst aangaat met Albert Heijn, waardoor 52 van de 63 winkels onder de AH-vlag verder gaan met Jan Linders B.V. als franchisenemer. De overige 11 winkels worden verkocht aan concurrenten. Daarnaast worden 10 eigen Albert Heijn filialen aan Jan Linders verkocht, die zij bij Albert Heijn als franchisenemer zullen leiden. In totaal zal Jan Linders dan 62 Albert Heijn winkels beheren. Op de gevels komt Albert Heijn, met kleiner daaronder Jan Linders, in dezelfde blauwe kleur, te staan. Op 18 november 2023 sloten de laatste twee Jan Linders (in Geleen en Tegelen). Hierdoor kwam er officieel een einde aan de winkel Jan Linders

## Geschiedenis
Linders begon in 1954 als zelfstandig melkventer in de omgeving van Gennep. Toen wonende in Ottersum, met woonhuis annex zuivelwinkeltje, ging Linders met kar en pony huis-aan-huis. In 1958 verhuisde het gezin naar Gennep in de Steendalerstraat, waar de bedieningswinkel 'Klimop' in levensmiddelen werd geopend. Van hieruit werd ook de melkwijk bediend.
In 1963 deed Linders zijn melkwijk van de hand en begon een supermarkt van ruim 300 vierkante meter in een voormalige smederij aan de Zandstraat in Gennep onder de naam 'J-Markt Klimop'. Dit was de eerste (zelfbedienings)supermarkt in de regio. In het zo'n 25 kilometer noordelijker gelegen Nijmegen was Chris van Woerkom in 1946 als eerste met zelfbediening gestart.  
De winkel werd een succes. In 1972 opende Linders, na zijn aftreden als wethouder, een tweede supermarkt, in Venray. In 1974 volgden Venlo en Grubbenvorst. Het bedrijf groeide uit tot een keten van supermarkten in het zuidoosten van Nederland.
In 1995 nam Linders' zoon Leo het bedrijf over. Sindsdien is hij algemeen directeur. De overname van de aandelen van Jan Linders bv vond plaats in 1999. Jan Linders overleed in 2004.
In 2013 bestond de supermarktketen vijftig jaar. Op 15 mei 2013 werd er een nieuwe supermarkt aan het Jan Lindersplein in Gennep geopend. Deze locatie ligt dicht bij de plek waar Linders zijn eerste supermarkt begon. Ter herinnering is er in de supermarkt een tijdlijn te vinden, die de geschiedenis van het bedrijf in tekst en beeld illustreert.
Op 18 november 2023 sloten de laatste twee filialen in Geleen en Tegelen en kwam er na zestig jaar een einde aan Jan Linders. 

## Distributiecentrum

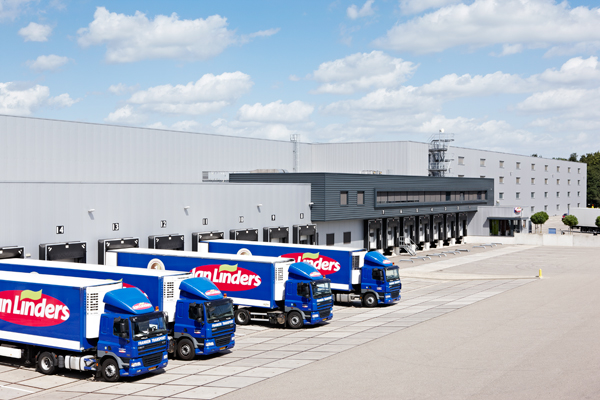
Distributiecentrum in Nieuw Bergen

In 2007 werd in Nieuw Bergen een nieuw distributiecentrum van meer dan 30.000 vierkante meter geopend. Van hieruit worden alle supermarkten bevoorraad. Eind 2022 ontving het distributiecentrum het HACCP-certificaat. Het distributiecentrum zal met de overeenkomst met Albert Heijn overgaan naar Albert Heijn.

## Stichting Jan Linders Fonds
In het kader van het 50-jarig jubileum van het bedrijf werd een fonds opgericht dat meer dan 60 lokale doelen ondersteunt. Alle supermarkten, het servicekantoor en het distributiecentrum steunen een eigen lokaal doel.